# Еміліо Фаа ді Бруно
Еміліо Фаа ді Бруно (італ. Emilio Faà di Bruno) - італійський морський офіцер. Брат італійського математика та священника Франческо Фаа ді Бруно.

## Життєпис
Еміліо Фаа ді Бруно народився 7 березня 1820 року в Алессандрії, П'ємонт. У 1840 році закінчив Королівську морську школу в Генуї у званні гардемарина.
Ніс службу на фрегаті «Des Geneys». 
У званні лейтенанта брав участь у Першій війні за незалежність Італії на борту корвета  «Мальфарано» (італ. Malfatano) і фрегата «Сан Мікеле» (італ. San Michele).
Після закінчення війни вийшов у відставку, але знову повернувся на військову службу, коли Камілло Кавур, міністр військово-морського флоту, запропонував йому посаду морського аташе Сардинського королівства у Лондоні.
Під час Другої війни за незалежність Італії відзначився під час облоги Гаети, за що був відзначений кавалером Ордену Святих Маврикія та Лазаря.
Після закінчення війни Еміліо Фаа ді Бруно отримав звання капітана II рангу і був призначений командиром парового корвета «Сан Джованні» (італ. San Giovanni).
На борту цього корабля він здійснив візит до США, відвідавши ряд портів, зокрема Філадельфію, де проінспектував будівництво броненосця «Ре д'Італія», який будувався для італійського флоту. Також корабель відвідав Канаду та Бразилію.
У 1865 році Фаа ді Бруно отримав звання капітана I рангу і був призначений командиром парового корвета «Кастельфідардо». Разом з адміралом Джованні Вакка розпочав роботу з розбудови італійського військово-морського флоту. Був відправлений в Туніс з дипломатичною місією.
У 1866 році Фаа ді Бруно був призначений командиром броненосця «Ре д'Італія», який він був інспектував у США. З початком Третьої війни за незалежність Італії служив під командуванням адмірала Карло ді Пессано.
Під час битви біля Лісси 20 липня 1866 року «Ре д'Італія» був протаранений австрійським броненосцем «Ерцгерцог Фердинанд Макс» і затонув.
Загинуло 400 членів екіпажу, в тому числі Еміліо Фаа ді Бруно.
15 серпня 1867 року  Еміліо Фаа ді Бруно посмертно був нагороджений Золотою медаллю «За військову доблесть»

## Вшанування
На честь Еміліо Фаа ді Бруно були названі декілька кораблів італійського флоту:
- Канонерський човен Faà di Bruno (1896)
- Монітор Faà di Bruno (1917)
- Підводний човен Comandante Faà di Bruno (1939)

## Нагороди
- Кавалер Ордену Святих Маврикія та Лазаря
- Золота медаль «За військову доблесть»